# Аквамарин (цвет)
Аквамарин (#7FFFD4)
Аквамари́н или аквамариновый (от aqua marina — морская вода) — оттенок голубого цвета, зеленовато-голубой, названный в честь минерала аквамарин. У В. Харченко аквамариновый цвет — «нежно голубой цвет с слегка зеленоватым отсветом», цвет, который представляется как цвет морской воды в хорошую погоду, «изысканно бирюзоватый».

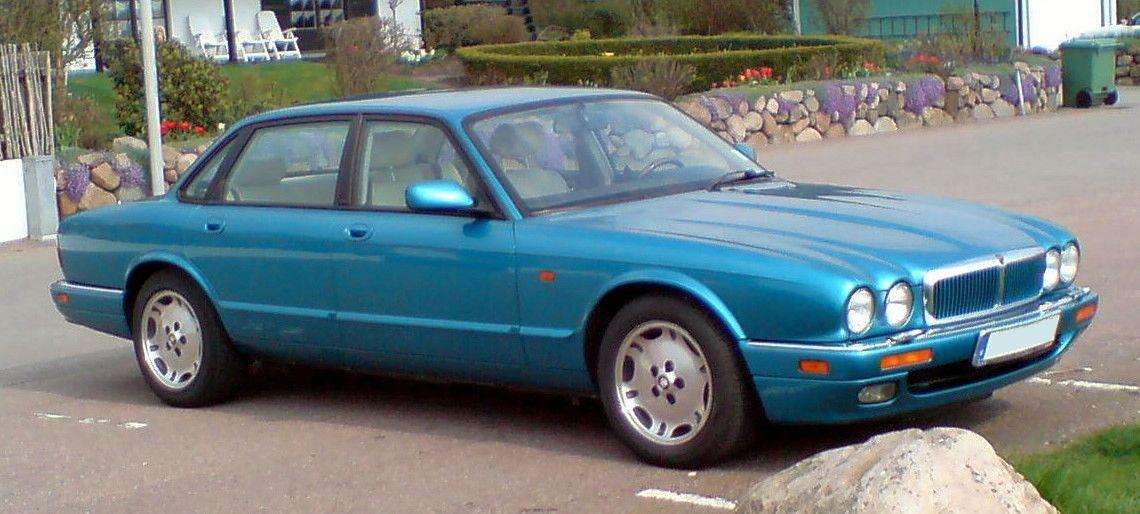
Аквамариновый автомобиль

## История появления термина и его употребления
Слово «аквамариновый» с группой подобных ему относительных прилагательных (агатный, аметистовый, амарантовый, бирюзовый, бриллиантовый, бронзовый и другие) в русском языке появилось в XVIII веке, в эпоху бурного развития горной и металлургической промышленности. В связи с этим возникла необходимость разработки новой терминологии химии и минералогии, для которой заимствовались слова из иностранных языков или диалектные.
Прилагательное часто употребляется при описании воды или глаз:

За длинной чередой качких, узких голубых коридоров, уклоняющихся от ног, нарядные столбики в широкооконном вагоне-ресторане, с белыми конусами сложенных салфеток и
аквамариновыми бутылками минеральной воды, сначала представлялись прохладным и стойким убежищем<…>
— Владимир Владимирович Набоков, Другие берега

Личико под серой шляпкой наполовину закрыто пепельной
вуалькой, и сквозь неё сияют аквамариновые глаза.
— Иван Алексеевич Бунин, Галя Ганская
Хотя аквамариновый не является традиционным геральдическим цветом, он используется, к примеру, в гербе Еврейской автономной области, а также на флагах республики Адыгея (согласно закону от 24 марта 1992 года) и Багамских Островов.
В 1928 году русский дом моды «Арданс», работавший в Париже, сменил свой фирменный нежно-фиолетовый цвет (цвет пармской фиалки) в декоре своего офиса на аквамариновый. Эти два цвета были избраны основательницей модного дома, баронессой Акурти, неслучайно: их любила императрица Александра Фёдоровна.